# Atsumori

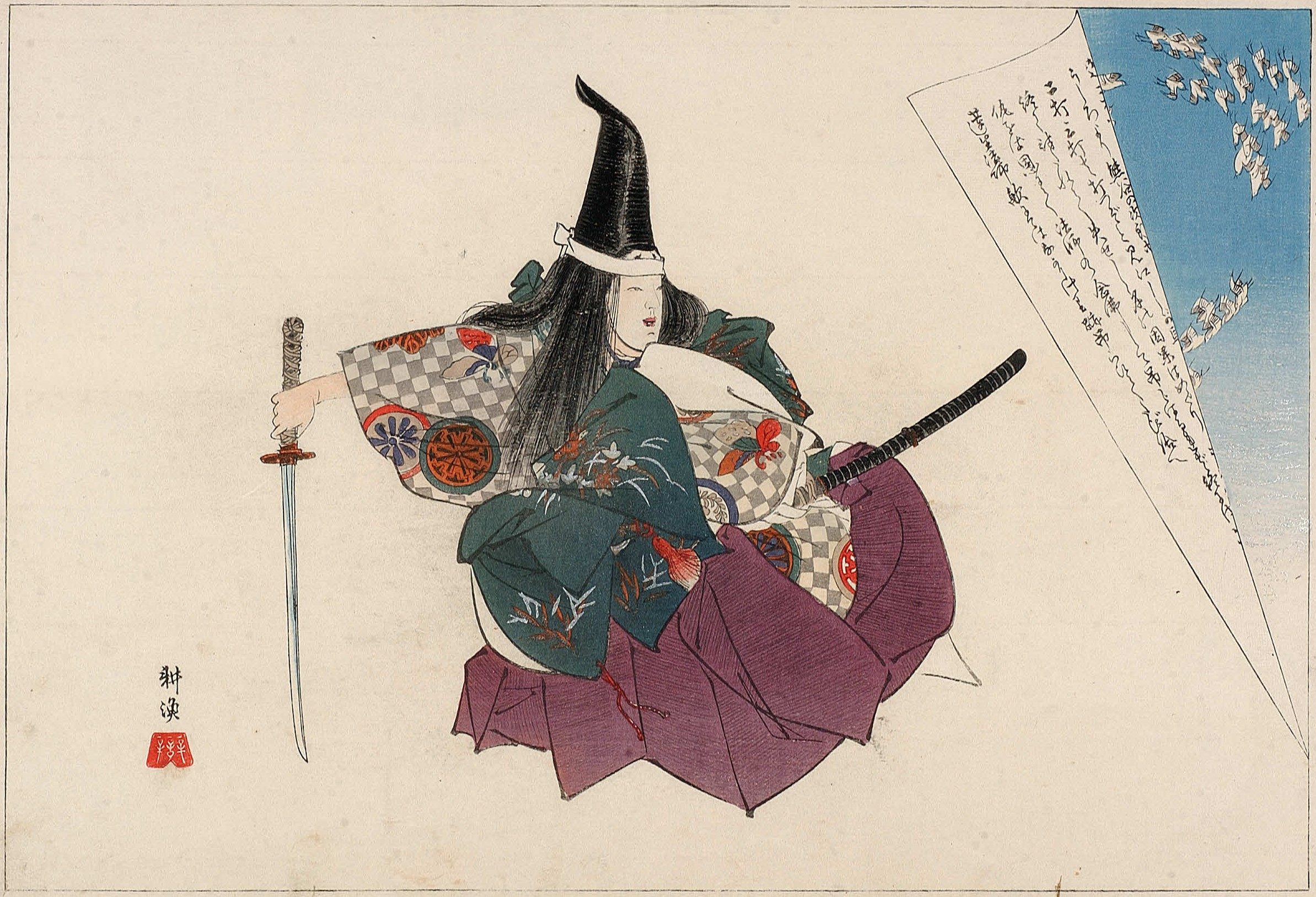
Szene aus dem Stück

Atsumori (japanisch 敦盛), der Vorname einer historischen Persönlichkeit aus dem Ende der Heian-Zeit, bildet den Titel eines Nō-Dramas von Seami. Das Stück ist im Rahmen der Nō-Kategorie ein Zweitspiel.

## Vorbemerkung
Taira no Atsumori (平 敦盛; 1169–1184) fiel jung in der Schlacht von Ichi-no-Tani.
Es treten folgende Personen auf:
- Waki: Priester Rensei
- Shite I: Junger Schnitter
- Tsure: Drei Schnitter
- Shite II: Der Geist as Taira no Atsumori

## Handlung
1. Akt
  1. Vorspiel. Mit orchestralem Klang tritt Rensei mit zwei Begleitern auf: Gesang „Wie ein falscher Träume ist die Welt.“ Namens-, Weg- und Ankunftsnennung.
  2. Mit orchestralem Chor erscheint der junge Schnitter in unkenntlicher Gestalt. Dann treten drei Schnitter auf. „Kurz ist der Weg, der von der Suma-Bucht nach Hause führt …“
  3. Frage und Antwort zwischen Rensei und den Schnittern. Wechselrede. Die drei Schnitter treten ab. Frage und Antwort zwischen Rensei und dem jungen Schnitter, der zurückgeblieben ist. Dieser bittet, für ihn zu beten. Rensei: „Ich will gerne die zehn Gebete für dich beten, wenn du mir sagst, wer du bist.“ Der junge Schnitter: „Alt verbunden bin ich dem edlen Atsumori“. Der Priester ist erfreut und beginnt mit dem Gebet, das dann der Chor aufnimmt. – Zwischenspiel.
2. Akt
  1. Wartegesang. Atsumori erscheint. Wechselrede, übergehend in Tanz.
  2. Atsumori: „Allen voran das Kriegsschiff, zogen die Taira hinaus aufs Meer. Ehe man’s sich versah, schwammen die Boote schon weitab in der See. Das Ross in die Wogen treibend erblickte ich hinter mir Kumagai hervorpreschen.“ Da wendet Atsumori das Ross, es kommt zum Kampf, der mit dem Tod Atsumoris endet. Plötzlich erhebt sich der Darsteller (Atsumori) und stürzt mit gezücktem Schwert auf Rensei-Kumagai und ruft „Du bist der Feind!“. Chor: „Doch der andere, milde, ruft Buddhas Namen, Erlösung bewirkend für den Getöteten. Zusammen wiedergeboren werden sie sein, auf einem Lotosthrone.“